# Sándor Torghelle
Sándor Torghelle (Budapest, 5 maggio 1982) è un ex calciatore ungherese, di ruolo attaccante.

## Biografia
Agli inizi degli anni 2000 era considerato come uno dei giovani talenti più promettenti del calcio magiaro.

## Caratteristiche tecniche
Classica punta centrale dotata di un'ottima visione di gioco e dal buon feeling con il gol, molto abile negli inserimenti e nelle sovrapposizioni.

## Carriera

### Club

#### Gli inizi e l'affermazione in Ungheria
Cresce calcisticamente con la squadra del suo quartiere, ovvero la Honvéd; dopo un anno viene mandato in prestito al Marcali, club di terza divisione dove segna 7 reti in 22 partite. Al termine della stagione ritorna alla Honvéd e diviene un punto fermo della squadra divenendo anche l'idolo dei tifosi; a fine stagione dopo 10 gol in 27 partite lascia la squadra di Kispest per firmare con l'altra squadra di Budapest, l'MTK, dove riesce a vincere la Supercoppa d'Ungheria chiudendo la stagione con 9 reti in 22 partite.

#### In giro per l'Europa
Le ottime prestazioni gli valgono la chiamata di numerosi club di media-alta fascia tedeschi ed inglesi, alla fine viene acquistato dal Crystal Palace dove in attacco fa coppia con Nicola Ventola. La stagione non va come previsto e, complice una serie di infortuni che costringeranno prima Ventola e poi lo stesso Torghelle a stare fuori per lunghi periodi, all'ultima giornata di campionato termina con la retrocessione in Championship con 12 presenze in campionato ed un solo gol all'attivo Coppa di Lega.
Nella stagione successiva firma un contratto biennale con il Panathinaikos, club greco allenato da Alberto Malesani, ma a causa della forte concorrenza nel reparto offensivo Theofanīs Gkekas e Dīmītrios Papadopoulos, campioni d'Europa pochi anni prima con la Nazionale greca, viene spesso rilegato in panchina, a differenza invece della Champions League dove è titolare. Chiude la stagione con 11 presenze e nessuna rete all'attivo. Nell'estate del 2006 passa al PAOK rimanendo sempre in Grecia. A differenza della stagione passata, Torghelle riesce a trovare più spazio ma anche quest'annata sarà al di sotto delle aspettative trovando la via del gol solo una volta in 23 presenze.
Nel 2007-2008 va a giocare per il club tedesco del Carl Zeiss Jena, militante nella Bundesliga 2. A differenza delle annate passate in Grecia riesce a ritrovare con più costanza la via del gol chiudendo la stagione con 8 reti segnate in 27 incontri non riuscendo però ad evitare la retrocessione della sua squadra terminata all'ultimo posto in classifica.
Nell'estate del 2008 resta sempre in Germania firmando un contratto biennale con l'Augusta: nella prima stagione la squadra giunge a metà classifica, mentre nella seconda conclude al terzo posto mancando di soli due punti i play-off per la Bundesliga e Torghelle diviene uno dei punti fissi dell'attacco. Al termine del contratto lascia il club di Augusta dopo un totale di 14 reti in 48 presenze, firmando per il Fortuna Düsseldorf, militante sempre in Zweite Bundesliga con il connazionale Imre Szabics. Con il club di Düsseldorf resta soltanto una stagione con la quale termina al settimo posto segnando una rete in 16 presenze dove gioca anche una partita con la squadra riserve.

#### Il ritorno in patria
Il 17 agosto 2011, a distanza di nove anni, ritorna nel club che lo ha lanciato, la Honvéd, firmando un contratto valido fino alla prossima sessione di mercato suscitando l'acclamazione di molti tifosi e venendo presentato il giorno seguente al Bozsik Stadion. Esordisce con il club rossonero all'undicesima giornata di campionato segnando subito un gol che tuttavia non basterà ad evitare la sconfitta interna subita per 3-2 per mano del Paks. Il 1º gennaio 2012 come da contratto lascia il club di Kispest dopo 3 reti e 2 assist in 6 partite di campionato. Pochi giorni dopo firma un contratto triennale con il Videoton club campione in carica d'Ungheria. Esordisce il 3 marzo 2012 alla ripresa del campionato dopo la sosta invernale contro il Kaposvár. Segna il suo primo gol in campionato un mese più tardi contro la sua ex squadra ovvero l'Honvéd facendo vincere proprio con un suo gol la partita. Chiude la stagione con 9 presenze ed un solo gol in campionato giocando principalmente come riserva, invece con 6 gol in 9 partite nelle due coppe nazionali aiuta la propria squadra a far vincere la Coppa di Lega. La stagione seguente seppur aperta con la vittoria in Supercoppa d'Ungheria e le buone prestazioni fornite in campionato si conclude sottotono con 6 reti segnate complessivamente su 43 partite disputate. Il campionato 2013-14 comincia nuovamente con la squadra di Székesfehérvár, ma dopo essere stato scarsamente utilizzato di cui la maggior parte da subentrato, il 15 novembre scioglie il contratto, restando svincolato. Il 6 gennaio 2014 trova un accordo con l'MTK Budapest ritornando nel club a distanza di dieci anni dalla precedente volta. L'8 marzo 2014 alla sua seconda partita segna con uno spettacolare gol da trenta metri calciato con il piede sinistro il gol del momentaneo 3-1, nel derby che terminerà 3-2 a favore della sua squadra contro il Ferencváros. Conclude la stagione giocata su grandi livelli con 7 gol in 11 presenze. Negli anni successivi con in mezzo una retrocessione in NBII e la pronta risalita con la conquista del campionato sarà uno dei titolari inamovibili dell'attacco, punto di riferimento della squadra e beniamino dei tifosi. Lascia il club al termine del campionato 2018-19 con un totale di 189 presenze e 69 reti, condite da due trofei vinti in sei stagioni e mezzo rimanendo svincolato. Nel settembre 2019 dopo un periodo trascorso senza squadra, accetta la proposta del Vasas storico club magiaro militante nella NBII la seconda serie del calcio ungherese. Fa il suo esordio il 15 settembre nella vittoria esterna sul Nyíregyháza per 2-0, confezionando l'assist a Bence Tóth del primo gol. La sua prima marcatura con il club rosso blu giunge il 20 ottobre nella partita casalinga contro l'Haladás vinta 3-2. Oltre che alla marcatura messa a segna nel 3º Turno di Coppa d'Ungheria contro il III. Kerület il 4 dicembre, si ripete in campionato pochi giorni più tardi nella sconfitta avvenuta per 5-3 contro il Soroksár. Successivamente a causa della sospensione del campionato e successivamente dell'annullamento per il propagarsi del COVID-19 chiude la stagione complessivamente con 13 partite e 3 reti. Il 3 luglio 2020 dopo aver giocato in tutto 503 partite e segnato 139 gol, all'età di 38 anni decide di appendere gli scarpini al chiodo.

### Nazionale
Ha iniziato la trafila con la Nazionale ungherese nel 1999 giocando 9 incontri e segnando 2 reti con l'Under-17, dal 2000 al 2001 ha giocato 3 partite segnando una rete con l'Under-19, dal 2002 fino al 2003 ha fatto parte dell'Under-21 segnando 2 reti in 7 incontri ed infine dal 2004 fino al 2010 è stato un punto fermo della nazionale maggiore giocandovi 42 partite e riuscendo a segnare 11 reti.

## Statistiche

### Presenze e reti nei club
Statistiche aggiornate al 20 settembre 2017.
| Stagione                  | Squadra                   | Campionato                | Campionato | Campionato | Coppe nazionali | Coppe nazionali | Coppe nazionali | Coppe continentali | Coppe continentali | Coppe continentali | Altre coppe | Altre coppe | Altre coppe | Totale | Totale |
| Stagione                  | Squadra                   | Comp                      | Pres       | Reti       | Comp            | Pres            | Reti            | Comp               | Pres               | Reti               | Comp        | Pres        | Reti        | Pres   | Reti   |
| ------------------------- | ------------------------- | ------------------------- | ---------- | ---------- | --------------- | --------------- | --------------- | ------------------ | ------------------ | ------------------ | ----------- | ----------- | ----------- | ------ | ------ |
| 2000-2001                 | Honvéd                    | NBI                       | 18         | 4          | MK              | 0               | 0               | -                  | -                  | -                  | -           | -           | -           | 18     | 4      |
| 2001-2002                 | Marcali                   | NBIII                     | 22         | 7          | MK              | -               | -               | -                  | -                  | -                  | -           | -           | -           | 22     | 7      |
| 2002-2003                 | Honvéd                    | NBI                       | 27         | 10         | MK              | 2               | 0               | Int.               | 2                  | 0                  | -           | -           | -           | 31     | 10     |
| 2003-2004                 | MTK Budapest              | NBI                       | 22         | 9          | MK              | 2               | 2               | UCL+CU             | 4+2                | 0+1                | MS          | 1           | 1           | 31     | 13     |
| 2004-2005                 | Crystal Palace            | PL                        | 12         | 0          | FACup+CdL       | 0+3             | 0+1             | -                  | -                  | -                  | -           | -           | -           | 15     | 1      |
| 2005-2006                 | Panathīnaïkos             | AE                        | 11         | 0          | CG              | 0               | 0               | UCL                | 5                  | 0                  | -           | -           | -           | 16     | 0      |
| 2006-2007                 | PAOK Salonicco            | SL                        | 23         | 1          | CG              | 0               | 0               | -                  | -                  | -                  | -           | -           | -           | 23     | 1      |
| 2007-2008                 | Carl Zeiss Jena           | 2BL                       | 27         | 8          | CG              | 1               | 1               | -                  | -                  | -                  | -           | -           | -           | 28     | 9      |
| 2008-2009                 | Augusta                   | 2BL                       | 27         | 7          | CG              | 0               | 0               | -                  | -                  | -                  | -           | -           | -           | 27     | 7      |
| 2009-2010                 | Augusta                   | 2BL                       | 20+1       | 7+0        | CG              | 2               | 1               | -                  | -                  | -                  | -           | -           | -           | 23     | 8      |
| Totale Augusta            | Totale Augusta            | Totale Augusta            | 48         | 14         |                 | 2               | 1               |                    | -                  | -                  |             | -           | -           | 50     | 15     |
| 2010-2011                 | Fortuna Düsseldorf        | 2BL                       | 16         | 1          | CG              | 1               | 0               | -                  | -                  | -                  | -           | -           | -           | 17     | 1      |
| mar. 2011                 | Fortuna Düsseldorf II     | RW                        | 1          | 0          | -               | -               | -               | -                  | -                  | -                  | -           | -           | -           | 17     | 1      |
| lug.-ago. 2011            | Fortuna Düsseldorf        | 2BL                       | 0          | 0          | CG              | -               | -               | -                  | -                  | -                  | -           | -           | -           | 0      | 0      |
| Totale Fortuna Düsseldorf | Totale Fortuna Düsseldorf | Totale Fortuna Düsseldorf | 16         | 1          |                 | 1               | 0               |                    | -                  | -                  |             | -           | -           | 17     | 1      |
| ago. 2011-gen. 2012       | Honvéd                    | NBI                       | 6          | 3          | MK+MLK          | 0+3             | 0+2             | -                  | -                  | -                  | -           | -           | -           | 9      | 5      |
| Totale Honvéd             | Totale Honvéd             | Totale Honvéd             | 51         | 17         |                 | 5               | 2               |                    | 2                  | 0                  |             | -           | -           | 58     | 19     |
| gen.-giu. 2012            | Videoton                  | NBI                       | 9          | 1          | MK+MLK          | 3+6             | 2+4             | UCL                | -                  | -                  | MS          | -           | -           | 18     | 7      |
| 2012-2013                 | Videoton                  | NBI                       | 21         | 6          | MK+MLK          | 4+7             | 0+0             | UEL                | 7+3                | 0                  | MS          | 1           | 0           | 43     | 6      |
| lug.-nov. 2013            | Videoton                  | NBI                       | 5          | 0          | MK+MLK          | 1+4             | 0+1             | UEL                | 0                  | 0                  | -           | -           | -           | 10     | 1      |
| Totale Videoton           | Totale Videoton           | Totale Videoton           | 35         | 7          |                 | 25              | 7               |                    | 10                 | 0                  |             | 1           | 0           | 71     | 14     |
| gen.-giu. 2014            | MTK Budapest              | NBI                       | 11         | 7          | MK+MLK          | 2+0             | 1+0             | -                  | -                  | -                  | -           | -           | -           | 13     | 8      |
| 2014-2015                 | MTK Budapest              | NBI                       | 22         | 6          | MK+MLK          | 2+3             | 0+0             | -                  | -                  | -                  | -           | -           | -           | 27     | 6      |
| 2015-2016                 | MTK Budapest              | NBI                       | 26         | 11         | MK              | 2               | 0               | UEL                | 2                  | 0                  | -           | -           | -           | 30     | 11     |
| 2016-2017                 | MTK Budapest              | NBI                       | 26         | 9          | MK              | 1               | 0               | UEL                | 4                  | 2                  | -           | -           | -           | 31     | 11     |
| 2017-2018                 | MTK Budapest              | NBII                      | 25         | 12         | MK              | 1               | 0               | -                  | -                  | -                  | -           | -           | -           | 26     | 12     |
| 2018-2019                 | MTK Budapest              | NBI                       | 29         | 7          | MK              | 2               | 1               | -                  | -                  | -                  | -           | -           | -           | 31     | 8      |
| Totale MTK Budapest       | Totale MTK Budapest       | Totale MTK Budapest       | 161        | 61         |                 | 15              | 4               |                    | 12                 | 3                  |             | 1           | 1           | 189    | 69     |
| 2019-2020                 | Vasas                     | NBII                      | 10         | 2          | MK              | 3               | 1               | -                  | -                  | -                  | -           | -           | -           | 13     | 3      |
| Totale carriera           | Totale carriera           | Totale carriera           | 416+1      | 118        |                 | 55              | 17              |                    | 29                 | 3                  |             | 2           | 1           | 503    | 139    |

#### Cronologia presenze e gol in Nazionale
| Cronologia completa delle presenze e delle reti in nazionale ― Ungheria | Cronologia completa delle presenze e delle reti in nazionale ― Ungheria | Cronologia completa delle presenze e delle reti in nazionale ― Ungheria | Cronologia completa delle presenze e delle reti in nazionale ― Ungheria | Cronologia completa delle presenze e delle reti in nazionale ― Ungheria | Cronologia completa delle presenze e delle reti in nazionale ― Ungheria | Cronologia completa delle presenze e delle reti in nazionale ― Ungheria | Cronologia completa delle presenze e delle reti in nazionale ― Ungheria |
| Data                                                                    | Città                                                                   | In casa                                                                 | Risultato                                                               | Ospiti                                                                  | Competizione                                                            | Reti                                                                    | Note                                                                    |
| ----------------------------------------------------------------------- | ----------------------------------------------------------------------- | ----------------------------------------------------------------------- | ----------------------------------------------------------------------- | ----------------------------------------------------------------------- | ----------------------------------------------------------------------- | ----------------------------------------------------------------------- | ----------------------------------------------------------------------- |
| 18-2-2004                                                               | Paphos                                                                  | Ungheria                                                                | 2 – 1                                                                   | Armenia                                                                 | Amichevole                                                              | -                                                                       | 69’                                                                     |
| 19-2-2004                                                               | Limassol                                                                | Ungheria                                                                | 2 – 1                                                                   | Lettonia                                                                | Amichevole                                                              | -                                                                       | 90+3’                                                                   |
| 31-3-2004                                                               | Budapest                                                                | Ungheria                                                                | 1 – 2                                                                   | Galles                                                                  | Amichevole                                                              | -                                                                       | 42’ 70’                                                                 |
| 25-4-2004                                                               | Zalaegerszeg                                                            | Ungheria                                                                | 3 – 2                                                                   | Giappone                                                                | Amichevole                                                              | -                                                                       | 82’                                                                     |
| 28-4-2004                                                               | Budapest                                                                | Ungheria                                                                | 1 – 4                                                                   | Brasile                                                                 | Amichevole                                                              | 1                                                                       | 46’                                                                     |
| 1-6-2004                                                                | Tientsin                                                                | Cina                                                                    | 2 – 1                                                                   | Ungheria                                                                | Amichevole                                                              | -                                                                       | 46’                                                                     |
| 6-6-2004                                                                | Kaiserslautern                                                          | Germania                                                                | 0 – 2                                                                   | Ungheria                                                                | Amichevole                                                              | 2                                                                       |                                                                         |
| 18-8-2004                                                               | Glasgow                                                                 | Scozia                                                                  | 0 – 3                                                                   | Ungheria                                                                | Amichevole                                                              | -                                                                       | 35’                                                                     |
| 8-9-2004                                                                | Budapest                                                                | Ungheria                                                                | 3 – 2                                                                   | Islanda                                                                 | Qual. Mondiali 2006                                                     | 1                                                                       | 66’ 82’                                                                 |
| 9-10-2004                                                               | Solna                                                                   | Svezia                                                                  | 3 – 0                                                                   | Ungheria                                                                | Qual. Mondiali 2006                                                     | -                                                                       | 67’                                                                     |
| 17-11-2004                                                              | Ta' Qali                                                                | Malta                                                                   | 0 – 2                                                                   | Ungheria                                                                | Qual. Mondiali 2006                                                     | -                                                                       | 67’                                                                     |
| 9-2-2005                                                                | Cardiff                                                                 | Galles                                                                  | 2 – 0                                                                   | Ungheria                                                                | Amichevole                                                              | -                                                                       | 81’                                                                     |
| 30-3-2005                                                               | Budapest                                                                | Ungheria                                                                | 1 – 1                                                                   | Bulgaria                                                                | Qual. Mondiali 2006                                                     | -                                                                       | 86’                                                                     |
| 17-8-2005                                                               | Budapest                                                                | Ungheria                                                                | 1 – 2                                                                   | Argentina                                                               | Amichevole                                                              | 1                                                                       | 69’                                                                     |
| 3-9-2005                                                                | Budapest                                                                | Ungheria                                                                | 4 – 0                                                                   | Malta                                                                   | Qual. Mondiali 2006                                                     | 1                                                                       |                                                                         |
| 7-9-2005                                                                | Budapest                                                                | Ungheria                                                                | 0 – 1                                                                   | Svezia                                                                  | Qual. Mondiali 2006                                                     | -                                                                       | 79’                                                                     |
| 8-10-2005                                                               | Sofia                                                                   | Bulgaria                                                                | 2 – 0                                                                   | Ungheria                                                                | Qual. Mondiali 2006                                                     | -                                                                       | 33’, 90+2’                                                              |
| 16-11-2005                                                              | Il Pireo                                                                | Grecia                                                                  | 2 – 1                                                                   | Ungheria                                                                | Amichevole                                                              | -                                                                       | 40’, 82’                                                                |
| 24-5-2006                                                               | Budapest                                                                | Ungheria                                                                | 2 – 0                                                                   | Nuova Zelanda                                                           | Amichevole                                                              | -                                                                       | 86’                                                                     |
| 30-5-2006                                                               | Manchester                                                              | Inghilterra                                                             | 3 – 1                                                                   | Ungheria                                                                | Amichevole                                                              | -                                                                       | 62’                                                                     |
| 2-9-2006                                                                | Budapest                                                                | Ungheria                                                                | 1 – 4                                                                   | Norvegia                                                                | Qual. Euro 2008                                                         | -                                                                       | 79’ 81’                                                                 |
| 6-9-2006                                                                | Zenica                                                                  | Bosnia ed Erzegovina                                                    | 1 – 3                                                                   | Ungheria                                                                | Qual. Euro 2008                                                         | -                                                                       | 90+2’                                                                   |
| 7-10-2006                                                               | Budapest                                                                | Ungheria                                                                | 0 – 1                                                                   | Turchia                                                                 | Qual. Euro 2008                                                         | -                                                                       | 83’                                                                     |
| 11-10-2006                                                              | Ta' Qali                                                                | Malta                                                                   | 2 – 1                                                                   | Ungheria                                                                | Qual. Euro 2008                                                         | 1                                                                       |                                                                         |
| 15-11-2006                                                              | Székesfehérvár                                                          | Ungheria                                                                | 1 – 0                                                                   | Canada                                                                  | Amichevole                                                              | -                                                                       | 78’                                                                     |
| 6-9-2008                                                                | Budapest                                                                | Ungheria                                                                | 0 – 0                                                                   | Danimarca                                                               | Qual. Mondiali 2010                                                     | -                                                                       | 46’ 56’                                                                 |
| 10-9-2008                                                               | Solna                                                                   | Svezia                                                                  | 2 – 1                                                                   | Ungheria                                                                | Qual. Mondiali 2010                                                     | -                                                                       |                                                                         |
| 11-10-2008                                                              | Budapest                                                                | Ungheria                                                                | 2 – 0                                                                   | Albania                                                                 | Qual. Mondiali 2010                                                     | 1                                                                       | 90+3’                                                                   |
| 15-10-2008                                                              | Ta' Qali                                                                | Malta                                                                   | 0 – 1                                                                   | Ungheria                                                                | Qual. Mondiali 2010                                                     | 1                                                                       |                                                                         |
| 19-11-2008                                                              | Belfast                                                                 | Irlanda del Nord                                                        | 0 – 2                                                                   | Ungheria                                                                | Amichevole                                                              | 1                                                                       | 82’                                                                     |
| 11-2-2009                                                               | Tel Aviv                                                                | Israele                                                                 | 1 – 0                                                                   | Ungheria                                                                | Amichevole                                                              | -                                                                       |                                                                         |
| 28-3-2009                                                               | Tirana                                                                  | Albania                                                                 | 0 – 1                                                                   | Ungheria                                                                | Qual. Mondiali 2010                                                     | 1                                                                       | 86’                                                                     |
| 1-4-2009                                                                | Budapest                                                                | Ungheria                                                                | 3 – 0                                                                   | Malta                                                                   | Qual. Mondiali 2010                                                     | -                                                                       |                                                                         |
| 12-8-2009                                                               | Budapest                                                                | Ungheria                                                                | 0 – 1                                                                   | Romania                                                                 | Amichevole                                                              | -                                                                       | 78’                                                                     |
| 5-9-2009                                                                | Budapest                                                                | Ungheria                                                                | 1 – 2                                                                   | Svezia                                                                  | Qual. Mondiali 2010                                                     | -                                                                       | 46’                                                                     |
| 9-9-2009                                                                | Budapest                                                                | Ungheria                                                                | 0 – 1                                                                   | Portogallo                                                              | Qual. Mondiali 2010                                                     | -                                                                       |                                                                         |
| 10-10-2009                                                              | Lisbona                                                                 | Portogallo                                                              | 3 – 0                                                                   | Ungheria                                                                | Qual. Mondiali 2010                                                     | -                                                                       |                                                                         |
| 14-10-2009                                                              | Copenaghen                                                              | Danimarca                                                               | 0 – 1                                                                   | Ungheria                                                                | Qual. Mondiali 2010                                                     | -                                                                       |                                                                         |
| 14-11-2009                                                              | Gand                                                                    | Belgio                                                                  | 3 – 0                                                                   | Ungheria                                                                | Amichevole                                                              | -                                                                       | 65’                                                                     |
| 3-3-2010                                                                | Győr                                                                    | Ungheria                                                                | 1 – 1                                                                   | Russia                                                                  | Amichevole                                                              | -                                                                       |                                                                         |
| 29-5-2010                                                               | Budapest                                                                | Ungheria                                                                | 0 – 3                                                                   | Germania                                                                | Amichevole                                                              | -                                                                       | 61’                                                                     |
| 5-6-2010                                                                | Amsterdam                                                               | Paesi Bassi                                                             | 6 – 1                                                                   | Ungheria                                                                | Amichevole                                                              | -                                                                       | 58’                                                                     |
| Totale                                                                  |                                                                         | Presenze                                                                | 42                                                                      |                                                                         | Reti                                                                    | 11                                                                      |                                                                         |

## Palmarès

### Club

#### Competizioni
- Supercoppa d'Ungheria: 2

MTK Budapest: 2003
Videoton: 2012
- Coppa di Lega ungherese: 1

Videoton: 2011-2012
- Campionato ungherese di NBII: 1

MTK Budapest: 2017-2018